# Obiekt transneptunowy

Występowanie obiektów transneptunowych (dane z 2012 roku)

Obiekty transneptunowe, transneptuny lub transneptunowce (ang. trans-Neptunian object – TNO) – planetoidy obiegające Słońce po orbitach, znajdujących się poza trajektorią Neptuna. Należą do nich ciała wielkości Plutona oraz mniejsze. Obszar ich występowania dzielony jest na Pas Kuipera i dysk rozproszony; niektóre jeszcze odleglejsze ciała określa się jako obiekty odłączone.

## Charakterystyka
Poza orbitą Neptuna krąży zapewne wiele milionów planetoid; według stanu na dzień 13 marca 2025 roku odkryto 5254 takich obiektów, z czego 1019 miało nadane numery, w tym 40 z nich miało też nadane nazwy własne.
Ważnym składnikiem tych ciał, podobnie jak lodowych księżyców krążących wokół gazowych olbrzymów, jest lód. Obiekty te charakteryzują się często czerwoną barwą powierzchni, co tłumaczy się faktem, że są wystawione na silne oddziaływanie promieniowania kosmicznego, wywołującego przemiany fizyczne i chemiczne powierzchni.

## Klasy obiektów transneptunowych
Wśród obiektów transneptunowych można wyróżnić:
Ciała krążące w Pasie Kuipera
- plutonki – pozostające w rezonansie orbitalnym 3:2 z Neptunem, co oznacza, że na trzy obiegi orbitalne Neptuna przypadają dwa obiegi obiektu transneptunowego. W tej grupie znajduje się Pluton i wiele mniejszych obiektów,
- twotina – planetoidy transneptunowe, krążące wokół Słońca w rezonansie orbitalnym 2:1 z Neptunem, czyli na dwa obiegi orbitalne Neptuna przypada jeden obieg planetoidy,
- obiekty pozostające w rezonansie orbitalnym z Neptunem innym niż plutonki i twotina,
- cubewana – obiekty nie wykazujące rezonansów orbitalnych (klasyczne).

Obiekty spoza Pasa Kuipera
- Obiekty z dysku rozproszonego – planetoidy, których orbity zostały mocno zmienione w wyniku oddziaływań grawitacyjnych gazowych olbrzymów, same obiekty zaś wyrzucone na trajektorie znajdujące się dalej od Słońca. Należy do nich największy znany obiekt transneptunowy, (136199) Eris.
- Obiekty odłączone – pośrednia kategoria pomiędzy dyskiem rozproszonym a obiektami z Obłoku Oorta.
- Obiekty z Obłoku Oorta – ciała (planetoidy, komety, pył i gaz) obiegające Słońce w odległości od 300 do 100 000 j.a.

Największe obiekty transneptunowe, zaliczone do grupy planet karłowatych, nazywa się plutoidami. Mogą one krążyć zarówno w Pasie Kuipera, jak i w dysku rozproszonym. Do tej grupy zalicza się (134340) Pluton, (136199) Eris, (136108) Haumea oraz (136472) Makemake.

## Misje badawcze
19 stycznia 2006 roku w kierunku Plutona wysłano sondę kosmiczną New Horizons, której celem jest także badanie planetoid z Pasa Kuipera. 14 lipca 2015 roku sonda minęła Plutona i jego układ księżyców, przeprowadzając pierwsze obserwacje obiektów transneptunowych z bliska. 1 stycznia 2019 sonda przeleciała w odległości około 3500 km od znacznie mniejszego obiektu (486958) Arrokoth.